# Girauvoisin
Girauvoisin is een gemeente in het Franse departement Meuse (regio Grand Est) en telt 76 inwoners (2009). De plaats maakt deel uit van het arrondissement Commercy.

## Geografie
De oppervlakte van Girauvoisin bedraagt 5,1 km², de bevolkingsdichtheid is dus 14,9 inwoners per km².
De onderstaande kaart toont de ligging van Girauvoisin met de belangrijkste infrastructuur en aangrenzende gemeenten.

## Demografie
Onderstaande figuur toont het verloop van het inwonertal (bron: INSEE-tellingen).